# Morning Glory (2010)
Morning Glory är en amerikansk film från 2010 i regi av Roger Michell. I huvudrollerna syns Rachel McAdams, Diane Keaton, Harrison Ford, Patrick Wilson och Jeff Goldblum.

## Handling
Becky, Rachel McAdams, är en tv-reporter som har förlorat sitt jobb. Hon söker desperat efter ett jobb och lyckas få det på en B-tv-show, efter att hon haft en intervju med Jerry, Jeff Goldblum.